# Filippa Hamilton
Filippa Palmstierna Hamilton (París, Francia 3 de diciembre de 1985) es una supermodelo de origen sueco-francés conocida por haber sido durante ocho años, modelo representativa de la conocida casa de moda Ralph Lauren, especialmente de la fragancia Romance.  Vive en Biarritz, Francia.
Filippa Hamilton fue descubierta por un fotógrafo caza talentos en las vías parisinas cuando ella tenía apenas quince años. De doble nacionalidad, francesa y sueca, Hamilton desciende directamente de la nobleza sueca por parte de su padre, quien es hijo del conde Ulph Hamilton y de la baronesa Margaretha Palmstierna. Ella tiene oficialmente el título nobiliario de condesa Filippa Hamilton.
Hamilton tiene relaciones laborales con varias agencias  exclusivas de supermodelos tales como: Next Model Management en París, View Management en España y Next Model Management en Nueva York, trabajó también como actriz en varios videos musicales del grupo eRa, como The Mass y Loocking for Something.  

## Controversia fotográfica con Ralph Lauren
El 15 de octubre de 2009, la casa Ralph Lauren desvinculó a Hamilton mediáticamente luego que la supermodelo objetara la aparición de su imagen evidentemente arreglada computacionalmente (photoshopeada) en la que aparece anoréxicamente delgada e irreal. La polémica se desató luego que dos blogs: Photoshop Disaster y Boingboing publicaran la foto desatando  las críticas acerca de su efecto negativo en las jóvenes con tendencias anoréxicas o bulímicas. 
Los abogados de Ralph Lauren intentaron sin éxito retirar la imagen y Boingboing recomendó a la casa Ralph Lauren alimentar mejor a sus escuálidas modelos.
La prestigiosa marca despidió sin más ni más  a la supermodelo luego de su público enojo alegando que Filippa Hamilton ya no cabía en las prendas de moda y la encontraba gorda, por tanto estaba inhabilitada para cumplir como  modelo.
Hamilton, a raíz de su mediática desvinculación, concedió entrevistas en octubre de 2009 para dar su versión sobre la controversia con su exempleador y dejar en claro la manipulación de la que fue objeto.